# Еберхард фон Зирсберг-Дилинген
Еберхард фон Зирсберг-Дилинген (на немски: Eberhard von Siersberg, Herr zu Dillingen; * пр. 1343; † сл. 1363 или ок. 1392) е благородник от Зирсберг в Херцогство Лотарингия, господар на замък Зирсбург/Зирсберг (в днешен Релинген-Зирсбург) на река Нид и господар на Дилинген на река Саар в Саарланд.
Той е единствен син на Арнолд фон Зирсберг-Дилинген († 1345) и първата му съпруга Бинцела фон Рандек († сл. 1331), сестра на Еберхард фон Рандек († 1372), избран за епископ на Шпайер, дъщеря на Еберхард II фон Рандек († сл. 1326) и Ида фон Нах-Шварценберг († сл. 1336). Баща му Арнолд фон Зирсберг се жени втори път сл. 1331 г. за Катарина фон Хунолщайн († 1363).

## Фамилия
Еберхард фон Зирсберг-Дилинген се жени за Земет († сл. 1363). Те имат два сина:
- Еберхард/Филип фон Зирсберг-Дилинген († 1414), женен за Лиза фон Варсберг; родители на:
  - Йохан фон Зирсберг-Дилинген († сл. 1474), женен за Либе (Лизе) фон Хаген († сл. 1446), дъщеря на Йохан фон Хаген, господар на Засенхайм-Мотен († 1444) и Йохана фон Засенхайм († сл. 1422); родители на:
    - Еберхард фон Зирсберг
    - Филип фон Зирсберг († сл. 1488), женен за Йохана фон Варсберг; имат два сина
    - Гертруд фон Зирсберг, омъжена I. за Йохан фон Еш, II. за Фридрих фон Оберщайн
    - Арнолд фон Зирсберг († сл. 1488)
    - Катарина фон Зирсберг († сл. 1463), омъжена за Вирих фон Пютлинген, господар на Зидлинген-Бубинген († 4 април 1485/1488)

  - Герхард фон Зирсберг, женен за Йохана; родители на:
    - Йохан фон Зирсберг, женен за Анна фон Пютлинген